# Zach Miller
Zachary Joseph Miller (Tempe, 11 dicembre 1985) è un giocatore di football americano statunitense che gioca nel ruolo di tight end nella National Football League (NFL) e dal 2015 è free agent. Fu scelto nel corso del secondo giro del Draft NFL 2007 dagli Oakland Raiders. Al college giocò a football all'Università statale dell'Arizona.

## Carriera universitaria
Miller al college giocò con gli Arizona State Sun Devils, squadra rappresentativa dell'Università Statale dell'Arizona. Nella stagione 2004 giocò 12 partite tutte da titolare facendo registrare 56 ricezioni per 552 yard con 6 touchdown. Nella stagione successiva disputò 10 partite, tutte da titolare, con 38 ricezioni per 476 yard con 4 touchdown. Nella stagione 2006 disputò 13 partite, tutte da titolare, con 50 ricezioni per 484 yard e 4 touchdown.

## Carriera professionistica

### Oakland Raiders
Al draft NFL 2007 è stato selezionato dagli Oakland Raiders come 38a scelta. Ha debuttato nella NFL il 9 settembre contro i Detroit Lions indossando la maglia numero 80. Con il passare delle stagioni è diventato sempre più l'obiettivo dei quarterback durante i passaggi. Ha saltato per ora solamente due partite, una  a causa di una commozione cerebrale e l'altra per un problema alla pianta del piede. Nella partita giocata il 24 ottobre del 2010 a Denver contro i Denver Broncos oltre a realizzare un bel touchdown di 43 yard ha giocato per qualche azione come offensive tackle di sinistra.

### Seattle Seahawks
Il 2 agosto 2011, Miller firmò un contratto coi Seattle Seahawks di 5 anni del valore di 34 milioni di dollari di cui 17 garantiti. Il capo-allenatore Pete Carroll affermò che Miller sarebbe diventato una grande risorsa per l'attacco. Egli finì la stagione con 25 ricezioni per 233 yard e nessun touchdown su ricezione. Miller fu usato più come blocking tight end alla fine durante la stagione.
Il 9 settembre, nella gara di debutto della stagione 2012, Miller ricevette 3 passaggi per 40 yard nella sconfitta per 20-16 contro gli Arizona Cardinals. Nella settimana 8, i Seahawks scesero a un record di 4-4 perdendo all'ultimo minuto contro i Detroit Lions con Zach che segnò un touchdown . Nella settimana 14 Seattle ottenne una vittoria di proporzioni storiche battendo i Cardinals per 58-0 stabilendo il nuovo primato di franchigia di punti segnati. In quella gara Miller segnò il suo secondo touchdown stagionale. Il secondo touchdown consecutivo lo segnò nella vittoria della settimana successiva contro i Buffalo Bills .
Nei playoff i Seahawks batterono i Washington Redskins nel primo turno ma furono eliminati nel successivo dagli Atlanta Falcons malgrado una grande partita di Miller che concluse con 142 yard ricevute e un touchdown.
I primi due touchdown della stagione 2013, Miller li segnò nella agevole vittoria della settimana 3 contro i Jacksonville Jaguars. Dopo aver perso due gare per infortunio tornò in campo nella vittoria della settimana 7 sui Cardinals ricevendo 40 yard e segnando un touchdown. Nella settimana 13 guidò la squadra con 86 yard ricevute e il quarto touchdown stagionale nella vittoria per 34-7 sui New Orleans Saints che consentì ai Seahawks di centrare matematicamente i playoff con quattro turni di anticipo. Il quinto lo segnò due settimane dopo contro i Cardinals ma non fu sufficiente ad evitare a Seattle la prima sconfitta casalinga dopo due anni di imbattibilità. La squadra terminò comunque col miglior record della NFC e nei playoff batté i Saints e i 49ers. Il 2 febbraio 2014, nel Super Bowl XLVIII contro i Denver Broncos, Seattle dominò dall'inizio alla fine della partita, vincendo per 43-8. Miller si laureò campione NFL ricevendo un passaggio da 10 yard e recuperando un onside kick.
Malgrado voci che potesse essere svincolato prima della stagione 2014, il 15 marzo Miller acconsentì a ristrutturare il proprio contratto per rimanere coi Seahawks per altri due anni con un salario di 8 milioni di dollari. Dopo avere perso la maggior parte della stagione 2014 per infortunio, fu svincolato il 6 marzo 2015.

## Palmarès

### Franchigia
- Super Bowl : 1

Seattle Seahawks: Super Bowl XLVIII
- National Football Conference Championship: 2

Seattle Seahawks: 2013, 2014

### Individuale
- Convocazioni al Pro Bowl: 1

2010

## Statistiche
Stagione regolare
| Stagione | Squadra          | PG | PT | R  | YR  | TR | RF | TT | T | TA | FT | FP | FR | FF |
| -------- | ---------------- | -- | -- | -- | --- | -- | -- | -- | - | -- | -- | -- | -- | -- |
| 2007     | Oakland Raiders  | 16 | 16 | 44 | 444 | 3  | 1  | 6  | 6 | 0  | 2  | 2  | 3  | 1  |
| 2008     | Oakland Raiders  | 16 | 15 | 56 | 778 | 1  | 0  | 3  | 3 | 0  | 0  | 0  | 1  | 0  |
| 2009     | Oakland Raiders  | 15 | 15 | 66 | 805 | 3  | 0  | 2  | 2 | 0  | 0  | 0  | 1  | 0  |
| 2010     | Oakland Raiders  | 15 | 15 | 60 | 685 | 5  | 1  | 4  | 4 | 0  | 1  | 0  | 0  | 0  |
| 2011     | Seattle Seahawks | 15 | 15 | 25 | 233 | 0  | 0  | 0  | 1 | 0  | 0  | 0  | 0  | 0  |
| 2012     | Seattle Seahawks | 16 | 15 | 38 | 396 | 3  | 0  | 0  | 1 | 0  | 0  | 1  | 1  | 0  |
| 2013     | Seattle Seahawks | 14 | 12 | 33 | 387 | 5  | 0  | 0  | 1 | 0  | 0  | 0  | 0  | 0  |

Legenda: PG=Partite giocate PT=Partite da titolare R=Ricezioni YR=Yard su ricezione TR=Touchdown su ricezione RF=Fumble su ricezione TT=Tackle T=Tackle TA=Tackle assistito FT=Fumble totali FP=Fumble persi FR=Fumble recuperati FF=Fumble forzato.